# Сан-Жозе-ду-Гоябал
Сан-Жозе-ду-Гоябал (порт. São José do Goiabal) — муниципалитет в Бразилии, входит в штат Минас-Жерайс. Составная часть мезорегиона Агломерация Белу-Оризонти. Входит в экономико-статистический микрорегион Итабира. Население составляет 5890 человек на 2006 год. Занимает площадь 185,241 км². Плотность населения — 31,8 чел./км².
Праздник города — 12 декабря.

## История
Город основан 1 декабря 1953 года.

## Статистика
- Валовой внутренний продукт на 2003 год составляет 16 464 315,00 реалов (данные: Бразильский институт географии и статистики).
- Валовой внутренний продукт на душу населения на 2003 год составляет 2769,44 реалов (данные: Бразильский институт географии и статистики).
- Индекс развития человеческого потенциала на 2000 год составляет 0,685 (данные: Программа развития ООН).